# David Lucas Parrón
Francisco David Lucas Parrón (Madrid, 18 de enero de 1968) es un político español del Partido Socialista Obrero Español, actual secretario de Estado de Vivienda y Agenda Urbana desde 2023.
Lucas Parrón se hizo un nombre a nivel nacional durante la presidencia del socialista Pedro Sánchez, asumiendo diversos cargos de responsabilidad en el Ministerio de Fomento. Entre 2020 y 2023 fue secretario general de Agenda Urbana y Vivienda y, entre febrero y noviembre de 2023, fue secretario de Estado de Transportes, Movilidad y Agenda Urbana. Asimismo, también ha sido senador en las Cortes Generales por Madrid entre 2016 y 2019.
El grueso de su carrera política ha sido a nivel municipal, siendo concejal de los municipios de Getafe (1999-2007), Madrid (2007-2011) y Móstoles (2011-2018). En este último, ostentó la alcaldía desde el 13 de junio de 2015 hasta su dimisión el 23 de enero de 2018.

## Biografía
Nacido en Madrid el 18 de enero de 1968, Es Doctor en Derecho por la UC3M (2017), licenciado en Derecho en la Universidad Complutense de Madrid en 1992. Es diplomado en Derecho Tributario (1993), máster en Política Territorial y Urbanística (1995) por la UC3M, diplomado en Asuntos Europeos (1992) y  máster en Derecho Público del Estado (2013) también por la UC3M.

### Trayectoria política
Se afilió al PSOE en 1991 y dos años después, en 1993, empezó a trabajar como Jefe del Gabinete de la alcaldía de Getafe hasta 1999, año en el que pasó a ser Concejal del Ayuntamiento y Cuarto Teniente de Alcalde. Entre 2003 y 2007 fue Primer Teniente Alcalde de la ciudad y portavoz del grupo municipal socialista.
En este mismo periodo asumió la presidencia de la Comisión de Hacienda de la Federación de Municipios de Madrid (FMM).
En 2006 se pasó a trabajar como profesor asociado de Derecho Financiero y Tributario en la Universidad Carlos III.
En las elecciones municipales de mayo de 2007 formó parte de la candidatura del PSOE al ayuntamiento de Madrid, ocupando el puesto número 7 de la lista encabezada por Miguel Sebastián. En septiembre de 2007 fue nombrado portavoz del PSOE en la oposición del gobierno del Partido Popular de Alberto Ruiz-Gallardón hasta 2011, etapa en la que lideró la denuncia de la llamada "Operación Guateque" que destapó una trama de corrupción urbanística y una red de cobro de comisiones en el Ayuntamiento de Madrid o la puesta en marcha de la campaña contra la tasa de basuras municipal.  Una campaña que también trasladó a Móstoles  donde inició una nueva etapa política a partir de 2011. 
En mayo de 2011 encabezó la lista del PSOE como candidato a la alcaldía de Móstoles frente a Esteban Parro del Partido Popular, que ya gobernaba en la ciudad y que volvió a ganar las elecciones. Además de su trabajo como jefe de la oposición municipal Lucas se enfrentó al reto de recuperar y reactivar la Agrupación del PSOE del municipio suspendida desde 2008 a causa de problemas internos.
En junio de 2012 Lucas fue elegido secretario general de la Agrupación Socialista de Móstoles frente a su rival, la exedil Noelia Posse y se hace efectiva la reapertura de la agrupación
En el 39 Congreso Federal del PSOE celebrado el julio de 2014 David Lucas fue elegido miembro del Comité Federal, máximo órgano entre congresos del PSOE.
En las elecciones municipales de 2015 volvió a ser cabeza de lista del PSOE de Móstoles tras un proceso de primarias en la Agrupación Socialista local. Su candidatura fue refrendada por el 87 % de los votos.
El 13 de junio de 2015 fue elegido alcalde de Móstoles con los votos, además de los de su partido, de los dos concejales de Izquierda Unida-Los verdes y seis de Ganar Móstoles. El 23 de enero de 2018 presentó su dimisión como alcalde por «motivos personales».
Del 31 de julio de 2015 al 22 de octubre de 2017 fue Vicesecretario General del PSOE-M durante el periodo en el que Sara Hernández ostentó la Secretaría General.
En las elecciones generales del 26 de junio de 2016 fue elegido Senador por la circunscripción de Madrid en las listas del PSOE.
Volvió a la política nacional en 2020, al ser nombrado secretario general de Agenda Urbana y Vivienda. Tres años después, en febrero de 2023, fue nombrado secretario de Estado de Transportes, Movilidad y Agenda Urbana.
Tras la reorganización gubernamental de noviembre de 2023, pasó al restablecido Ministerio de Vivienda como su número dos, al ser nombrado secretario de Estado de Vivienda y Agenda Urbana.

## Vida personal
Está casado y tiene dos hijos.